# 1980 год в спорте
Список 1980 год в спорте описывает спортивные события, произошедшие в 1980 году.

## СССР
- Чемпионат СССР по боксу 1980;
- Чемпионат СССР по волейболу среди женщин 1979/1980;
- Чемпионат СССР по волейболу среди мужчин 1979/1980;
- Чемпионат СССР по волейболу среди мужчин 1980/1981;
- Чемпионат СССР по классической борьбе 1980;
- Чемпионат СССР по лёгкой атлетике 1980;
- Чемпионат СССР по международным шашкам среди женщин 1980;
- Чемпионат СССР по самбо 1980;
- Чемпионат СССР по хоккею с мячом 1979/1980;
- Чемпионат СССР по шахматам 1980/1981;
- Чемпионат СССР по международным шашкам среди женщин 1980;
- Создан женский баскетбольный клуб «Енисей»;

### Футбол
- Кубок СССР по футболу 1980;
- Чемпионат Латвийской ССР по футболу 1980;
- Чемпионат СССР по футболу 1980;
- Созданы клубы:
  - «Мосэнерго»;
  - «Нефтяник-Укрнефть»;
  - «Энергетик» (Али-Байрамлы);

### Хоккей с шайбой
- Чемпионат СССР по хоккею с шайбой 1979/1980;
- Чемпионат СССР по хоккею с шайбой 1980/1981;

## Международные события
- Кубок европейских чемпионов по волейболу среди женщин 1979/1980;
- Кубок европейских чемпионов по волейболу среди женщин 1980/1981;
- Чемпионат Европы по фигурному катанию 1980;

### Зимние Олимпийские игры 1980
- Биатлон;
- Бобслей;
  - двойки;
  - четвёрки;
- Горнолыжный спорт;
- Конькобежный спорт;
  - 10 000 метров (мужчины);
- Лыжное двоеборье;
- Лыжные гонки;
  - Лыжные гонки 50 км (мужчины);
- Прыжки с трамплина;
- Санный спорт:
  - Двойки;
  - Одиночки (женщины);
  - Одиночки (мужчины);
- Фигурное катание;
  - Одиночное катание (женщины);
  - Одиночное катание (мужчины);
  - Парное катание;
  - Танцы на льду;
- Хоккей;
  - Чудо на льду;

Медальный зачёт на зимних Олимпийских играх 1980;

### Летние Олимпийские игры 1980
- Академическая гребля;
- Баскетбол;
  - Женщины;
  - Мужчины;
- Бокс;
- Борьба;
- Велоспорт;
- Водное поло;
- Волейбол;
- Гандбол;
- Гребля на байдарках и каноэ;
- Дзюдо;
- Конный спорт;
- Лёгкая атлетика;
- Парусный спорт;
  - Вигри;
- Плавание;
- Прыжки в воду;
- Современное пятиборье;
- Спортивная гимнастика;
- Стрельба из лука;
- Стрельба;
- Тяжёлая атлетика;
- Фехтование;
- Футбол;
- Хоккей на траве;

Итоги летних Олимпийских игр 1980 года

### Чемпионаты мира
- Чемпионат мира по конькобежному спорту в классическом многоборье 1980;
- Чемпионат мира по конькобежному спорту в классическом многоборье среди женщин 1980;
- Чемпионат мира по лыжным видам спорта 1980;
- Чемпионат мира по фигурному катанию 1980;
- Чемпионат мира по международным шашкам среди женщин 1980;
- Чемпионат мира по международным шашкам среди мужчин 1980;

### Баскетбол
- Кубок чемпионов ФИБА 1979/1980;
- Кубок чемпионов ФИБА 1980/1981;

### Волейбол
- Кубок европейских чемпионов по волейболу среди женщин 1979/1980;
- Кубок европейских чемпионов по волейболу среди женщин 1980/1981;

### Снукер
- Кубок мира 1980 (снукер);
- Мастерс 1980 (снукер);
- Официальный рейтинг снукеристов на сезон 1979/1980;
- Официальный рейтинг снукеристов на сезон 1980/1981;
- Чемпионат Великобритании по снукеру 1980;
- Чемпионат мира по снукеру 1980;

### Футбол
- Матчи сборной СССР по футболу 1980;
- Кубок европейских чемпионов 1979/1980;
- Кубок европейских чемпионов 1980/1981;
- Кубок Либертадорес 1980;
- Кубок обладателей кубков УЕФА 1980/1981;
- Кубок чемпионов КОНКАКАФ 1980;
- Кубок обладателей кубков УЕФА 1979/1980;
- Кубок обладателей кубков УЕФА 1980/1981;
- Международный футбольный кубок 1980;
- Финал Кубка европейских чемпионов 1980;
- Финал Кубка обладателей кубков УЕФА 1980;
- Чемпионат Европы по футболу 1980;

### Хоккей с шайбой
- Драфт НХЛ 1980;
- Матч всех звёзд НХЛ 1980;
- НХЛ в сезоне 1979/1980;
- НХЛ в сезоне 1980/1981;
- Суперсерия 1979/1980;

### Шахматы
- Бад-Киссинген 1980;
- Баку 1980;
- Бугойно 1980;
- Вейк-ан-Зее 1980;
- Женская шахматная олимпиада 1980;
- Командный чемпионат Европы по шахматам 1980;
- Матчи претендентов 1980/1981;
- Матчи претенденток 1980/1981;
- Рейкьявик 1980;
- Шахматная олимпиада 1980;

## Моторные виды спорта
- Формула-1 в сезоне 1980;
- Чемпионат мира по ралли 1980;
- Ралли Дакар 1980;

## Персоналии

### Родились
- Ахмед Мусаев — российский самбист и боец смешанных единоборств;
- 5 января — Ли Тин, китайская теннисистка; первая олимпийская чемпионка по теннису от Китая (совместно с Сунь Тяньтянь) в 2004 году;
- 17 июля — Халидов, Мамед Саидович, польский боец смешанных единоборств чеченского происхождения.

### Скончались
- 26 декабря — Джон Оулибер (англ. Johnny Oulliber) (род.1911), бывший американский бейсболист, президент (1958—1969) и председатель совета директоров (1969—1973) банка «First Commerce Corporation»[англ.].[1]